# Amphicnemis wallacii
Amphicnemis wallacii – gatunek ważki z rodziny łątkowatych (Coenagrionidae).